# Sanderlei Parrela
Sanderlei Claro Parrela (Santos, 7 de outubro de 1974) é um velocista brasileiro. Sua modalidade era os 400 metros rasos, além do revezamento 4x400m.
Sanderlei obteve a marca de 44s29 no Campeonato Mundial de Atletismo de 1999 em Sevilha, enfrentando o maior nome da história da prova, Michael Johnson, que obteve na ocasião o recorde mundial. Numa prova com amplo domínio norte-americano, obteve, à época, o 7º melhor tempo não-americano da história. Até hoje esta marca é o recorde sul-americano da prova.
Às vésperas da Olimpíada de Sydney 2000, foi suspenso por doping acusado de ingerir nandrolona, mas foi inocentado apenas três dias antes de sua prova dos 400m. Sofrendo com jet lag, ficou em 4º lugar nos 400m. Acabaria não indo para Atenas 2004 sofrendo com lesões. Encerrou a carreira em 2009, desde então se tornando treinador de atletismo, descobrindo o eventual corredor olímpico Matheus Lima.

## Performances destacadas
- Medalha de prata nos 400m no Sul-Americano de 2005;
- Campeão nos 400m no Sul-Americano de 2001;
- Campeão nos 400m e nos 4x400m nos Sul-Americanos de 1995 e 1997;
- Campeão ibero-americano nos 400m em 1996 e 2000;
- Medalha de prata nos 400m no campeonato mundial de atletismo de 1999;
- Medalha de prata nos 4x400m nos Jogos Pan-americanos de Winnipeg de 1999;